# Kuršumli An
Kuršumli An (makedonsky Куршумли Ан, albánsky Kurshumli hani, turecky Kurşunlu han) je bývalý turecký zájezdní hostinec (han, karavanseráj), který se nachází v historické části města Skopje v Severní Makedonii. Nachází se na Starém bazaru. V současné době slouží budova jako jeden z objektů Muzea Makedonie.
V minulosti plnila roli zájezdního hostince, ale také i vězení, a to po roce 1784. V letech 1909 až 1912 sloužil opět jako hostinec. Budova nejspíše vznikla podle vzoru obdobných staveb, které byly budovány na Anatolském poloostrově, nebo na Blízkém východě ve své době. Postaven byl z cihel a kamení obdobným způsobem, jako tomu bylo u řady staveb pozdního středověku na Balkáně, často i velkých kostelů.
Kuršumli An byl postaven v 15. nebo v 16. století. Je součástí byly také stáje pro cca 100 koní. Jako většina dalších tureckých budov své doby byly všechny části objektu orientovány do centrálního dvora. Objekt byl známý také díky střeše, která byla v minulosti pokrytá olovem. Jeho název právě odkazuje na turecký výraz pro olovo (Kurşun). V roce 1963 byl poškozen během zemětřesení a pak obnoven. Od roku 1955 se zde nachází expozice soch a památníků Makedonského muzea. V letech 2017 a 2018 bylo uskutečněno komplexní přetřídění a přeuspořádání jednotlivých exponátů.